# 秋吉林巴

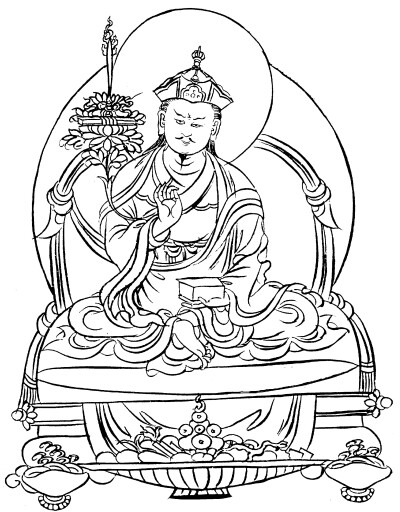
伏藏師秋吉林巴(1829-1870)

秋吉德千林巴（藏語：ཨོ་རྒྱན་མཆོག་གྱུར་བདེ་ཆེན་གླིང་པ་，威利转写：O-rgyan Mchog-gyur Bde-chen Gling-pa，THL：Orgyen Chokgyur Dechen Lingpa；1829年—1870年），簡稱秋吉林巴。本名諾布天津，是藏傳佛教寧瑪派著名的伏藏師。與蔣揚欽哲旺波（Jamyang Khyentse Wangpo,1820–1892）、蔣貢康楚羅卓泰耶(Jamgon Kongtrul Lodro Taye,firstJamgon Kongtrul,1813-1899) 同為利美運動運動推行者之一。
其伏藏收集在蔣貢康楚所編的《大寶伏藏》之中。

## 引用資料
- 秋吉林巴取藏/黃英傑譯. . 台北:全佛. 2009. ISBN 9789579957212.